# Nergizlik-Talsperre
Die Nergizlik-Talsperre (türkisch Nergizlik Barajı) ist eine Talsperre am Fluss Üçürge Deresi, einem rechten Nebenfluss des Körkün Çayı in der Provinz Adana im Süden der Türkei.
Die Nergizlik-Talsperre befindet sich 5 km nördlich der Stadt Karaisalı am Fuße des Taurusgebirges.
Sie wurde in den Jahren 1986–1995 mit dem Zweck der Bewässerung und des Hochwasserschutzes errichtet.
Das Absperrbauwerk ist ein 50 m hoher Erdschüttdamm.
Das Dammvolumen beträgt 1,47 Mio. m³. 
Der Stausee bedeckt bei Normalstau eine Fläche von einem Quadratkilometer. Der Speicherraum beträgt 21,8 Mio. m³. 
Die Talsperre ist für die Bewässerung einer Fläche von 2326 ha ausgelegt.